# Igor Wandtke
Igor Wandtke, né le 3 novembre 1990 à Lübeck (Allemagne), est un judoka allemand évoluant  dans la catégorie des moins de 73 kg.
Il a remporté la médaille de bronze de l'épreuve par équipes aux Jeux olympiques d'été de 2020 à Tokyo.